# مستند الشیعة فی احکام الشریعة
مستند الشیعه فی احکام الشریعه کتابی از احمد بن محمد مهدی نراقی است.

## تصحیح
تصحیح این کتاب در سال ۱۳۸۹ منتشر و در مراسم کتاب سال جمهوری اسلامی ایران به‌عنوان کتاب برگزیده معرفی شد.